# Неперервно диференційовна функція
Неперервно-диференційовна функція — функція, що має неперервну похідну на всій області визначення.
Називається також «гладкою функцією 1-го порядку», позначається  {\displaystyle f\in C^{1}}. Оскільки розглядають і вищі порядки гладкості функції.